# Michel Cabieu

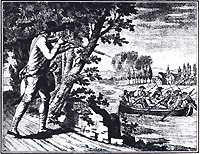
Michel Cabieu repoussant les Anglais à Ouistreham.

Michel Cabieu, né le 2 mars 1730 à Ouistreham où il est mort le 5 novembre 1804, est un sergent des milices garde-côtes français.

## Exploit
En 1762, pendant la guerre de Sept Ans, la France et l’Angleterre sont de nouveau en guerre. Dans la nuit du 12 au 13 juillet, les Anglais envahissent Sallenelles et sont sur le point de débarquer à Ouistreham, quand ils tirent deux coups de canon qui alertent les habitants. Ces derniers prennent la fuite sur-le-champ. Michel Cabieu se porte seul face à l’ennemi pour tenter de l’effrayer. Muni d’un tambour et d’une arme, il fait feu de place en place, ordonne à ses soldats inexistants de faire feu et fait ainsi croire aux Anglais que les troupes françaises sont nombreuses. Les Anglais intimidés battent en retraite, abandonnant un officier que Cabieu avait blessé au hasard de ses coups de fusil.
Gérard de Clussy, député du Calvados, donna lecture de ces évènements à l’Assemblée Constituante le 4 septembre 1790, en présentant Cabieu à la barre de l’Assemblée. Oudot, représentant du Calvados, les relata à la Convention nationale le 25 thermidor an II.
Le général Hoche, allant prendre son commandement à Cherbourg, passa par Ouistreham pour faire la connaissance de Cabieu, auquel il fit don de ses épaulettes et de son épée, ce qui valut à ce dernier le surnom de « général ».
La plaque commémorative du fait d’armes de Michel Cabieu rapporte qu’il fut fait général par la Convention à la suite de cet exploit.

## Commémoration
Une plaque de marbre, scellée dans la clôture du cinéma Cabieu à Ouistreham, posée le 29 septembre 1929 par Henry Chéron, ministre des finances et sénateur du Calvados de l’époque, commémore ce fait d’armes et une rue de Caen en rappelle la mémoire, ainsi qu’une avenue à Ouistreham.
La petite maison de Michel Cabieu se situe encore rue de la Grève, à Ouistreham. Une plaque est également visible sur la maison dans laquelle il mourut au no 5 de la rue Carnot, à Ouistreham.

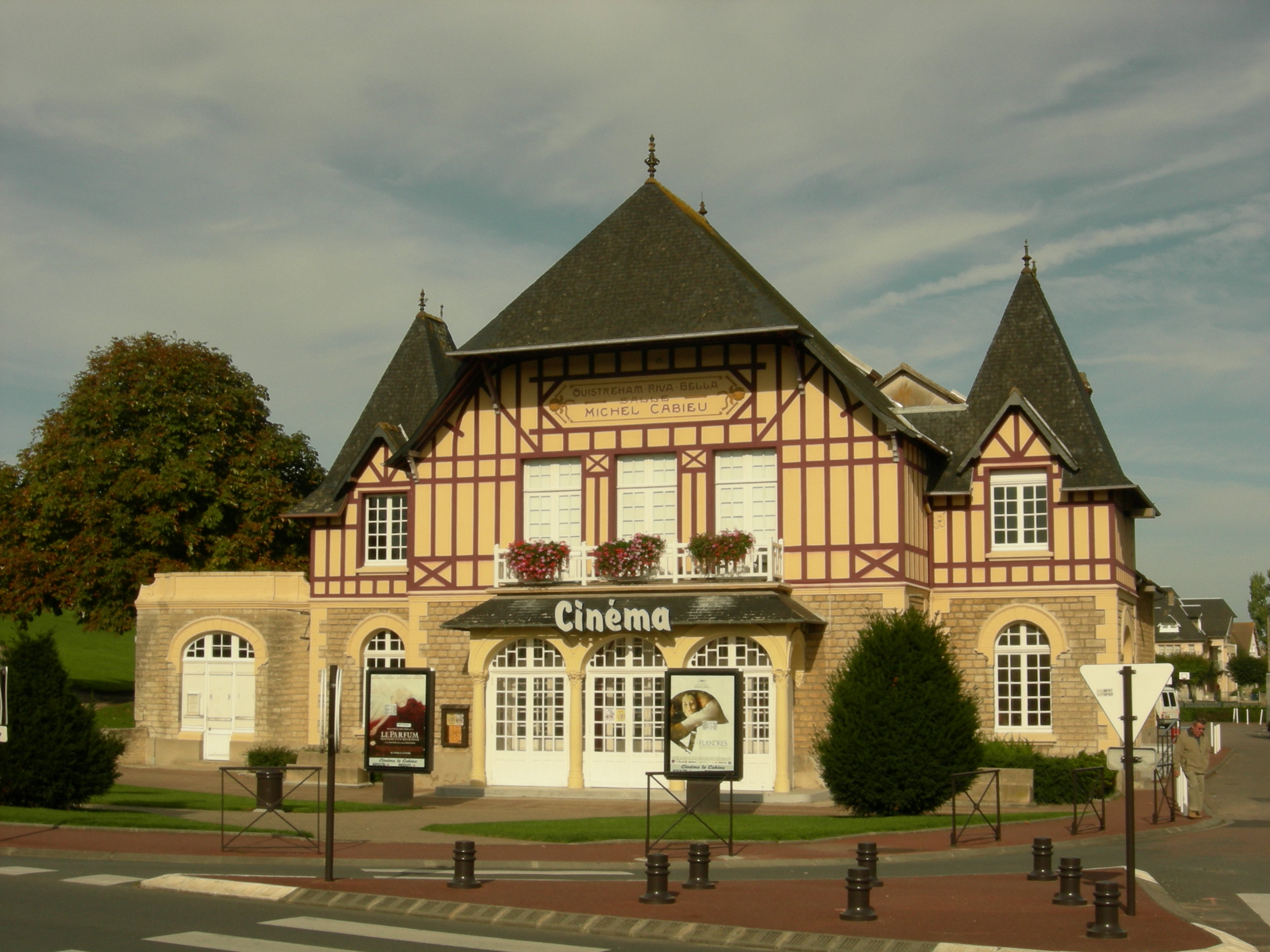
Le cinéma Michel Cabieu à Ouistreham
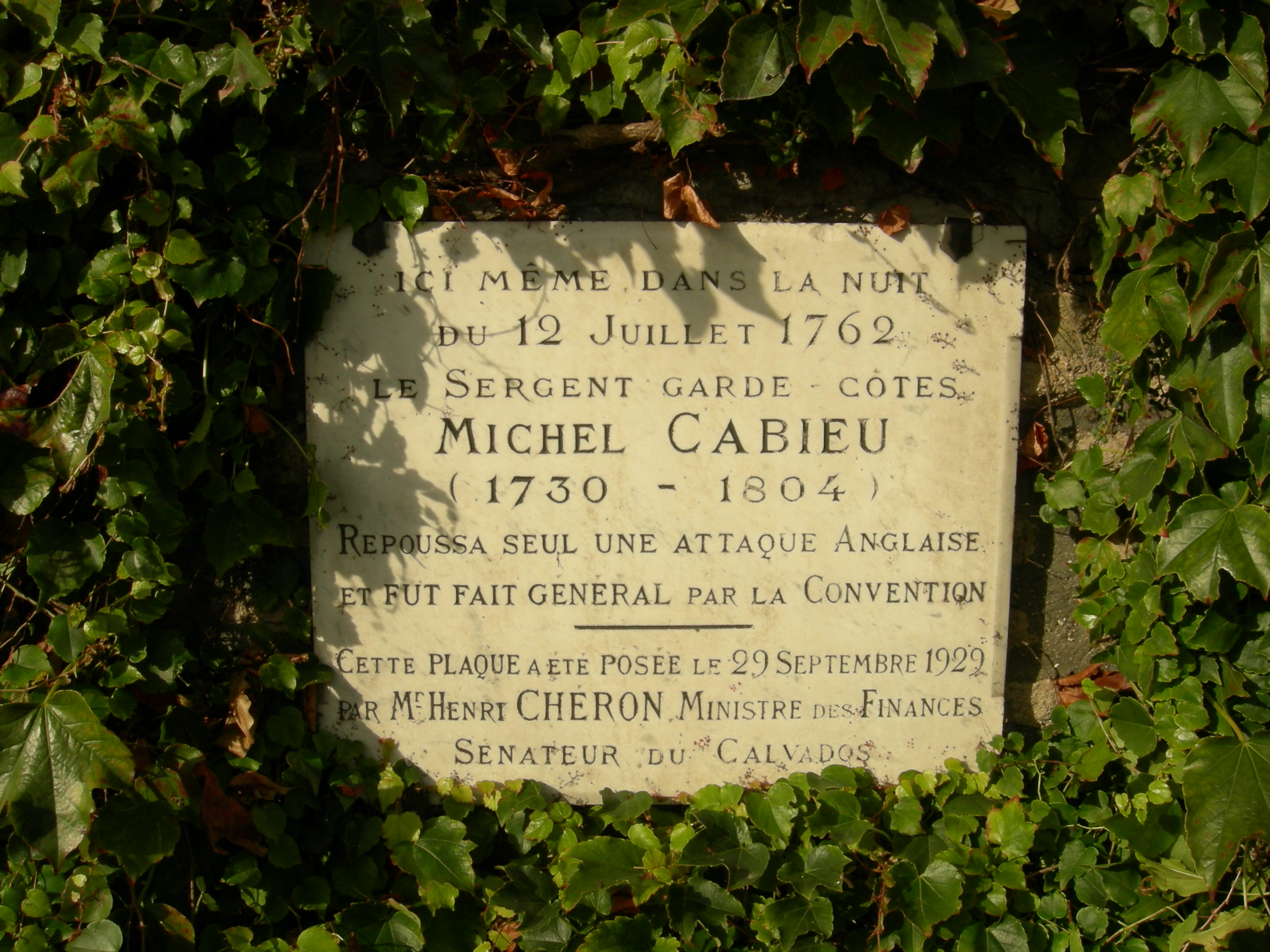
Plaque commémorative de l’exploit de Michel Cabieu
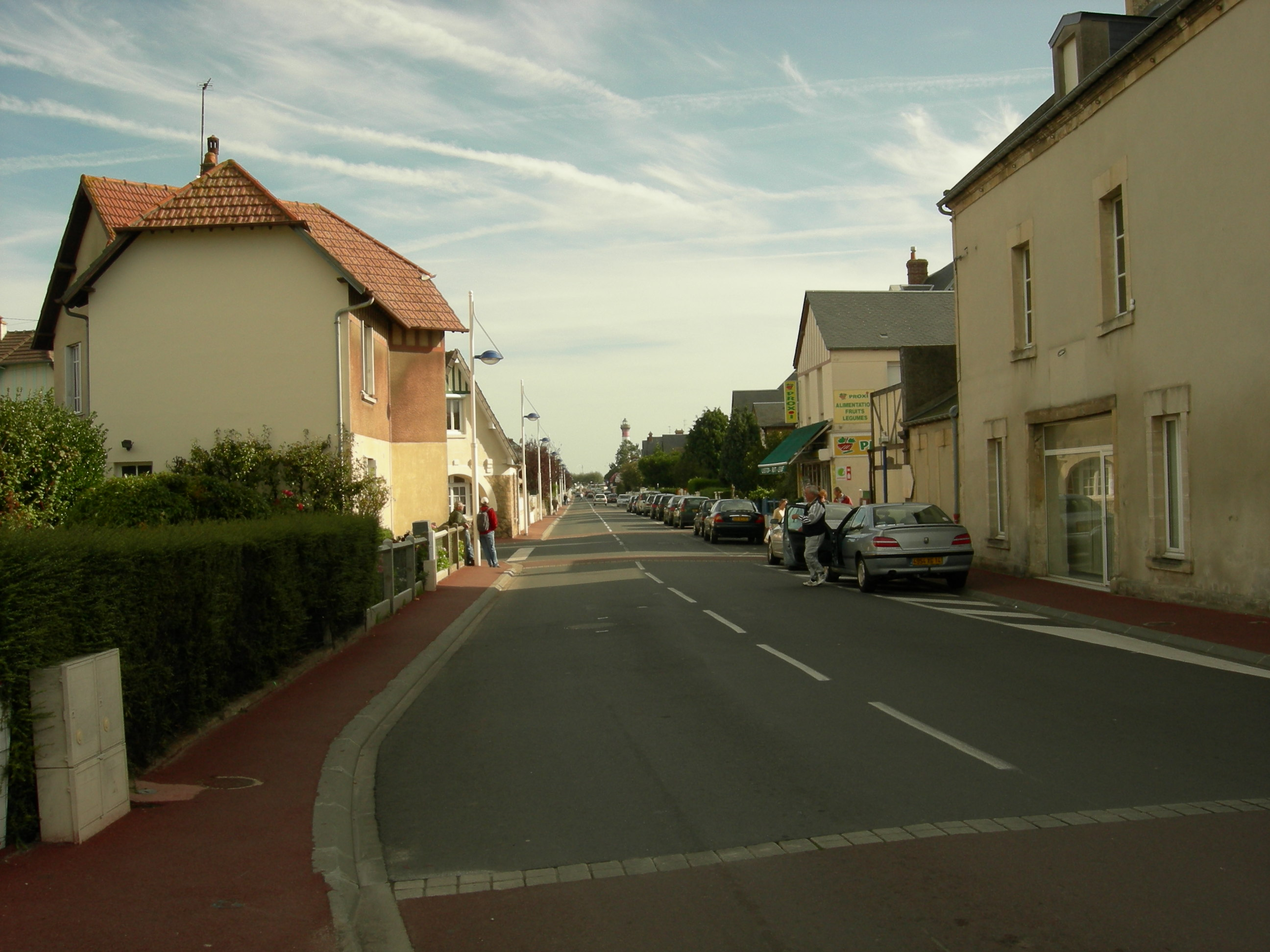
Avenue Michel Cabieu à Ouistreham
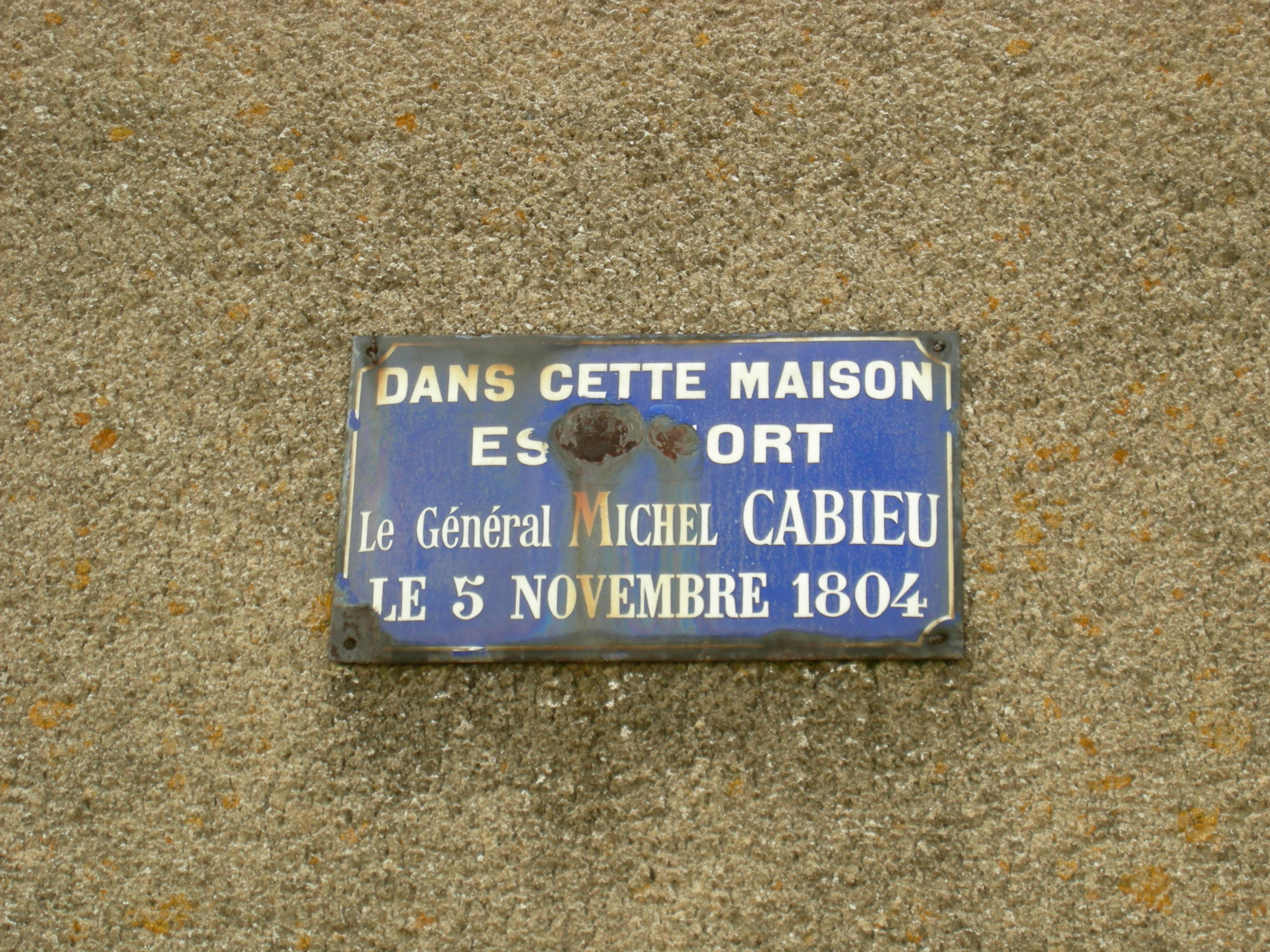
Plaque au no 5 de la rue Carnot à Ouistreham

## Pour en savoir plus